# Gravidade (filme)
Gravity (bra/prt: Gravidade) é um filme britano-estadunidense de 2013, dos gêneros drama, aventura, ficção científica e suspense, dirigido por Alfonso Cuarón, com roteiro dele, Jonás Cuarón e Rodrigo García.
Vencedor de sete Oscars, incluindo melhor diretor, Gravidade é estrelado por Sandra Bullock e George Clooney como dois astronautas sobreviventes em um ônibus espacial danificado.
Gravity foi lançado em 4 de outubro de 2013 nos Estados Unidos. No Brasil, sua estreia ocorreu exatamente uma semana depois, no dia 11.

## Enredo
A Dra. Ryan Stone é uma especialista de missão em sua primeira missão espacial no ônibus espacial Explorer. Ela é acompanhada pelo astronauta veterano Matt Kowalski, que comanda sua expedição final. Durante uma atividade extraveicular para realizar reparos no telescópio espacial Hubble, o Controle da Missão em Houston adverte a equipe que a Rússia abateu um satélite desativado deles com um míssil, e o impacto gerou uma reação em cadeia que provocou uma nuvem de detritos espaciais viajando em alta velocidade em direção à nave Explorer. Embora de início o comando da missão tenha descartado qualquer ameaça, eles logo detectam perigo e ordenam que a missão seja abortada. A reação em cadeia acaba também destruindo alguns outros satélites, e a comunicação com a Terra acaba se perdendo. Os astronautas, contudo, continuam transmitindo suas informações, na esperança de que o comando da missão possa ouví-los.
Os detritos chegam e atingem a Explorer, danificando severamente a nave, separando Ryan e deixando-a à deriva. Matt se recupera e consegue resgatar Ryan. Quando voltam à Explorer, descobrem que toda a equipe foi morta, pois a nave foi destruída. Com o jetpack de Matt, eles viajam até a Estação Espacial Internacional (EEI), orbitando a cerca de 100 km dali. Matt calcula que em 90 minutos os detritos completarão uma órbita e voltarão a atingi-los. Enquanto isso, o oxigênio do traje de Ryan diminui até níveis críticos.
No caminho, os dois conversam sobre a vida e Ryan revela que tinha uma filha, mas ela morreu ainda criança. Quando eles alcançam a EEI, danificada, mas ainda funcional, eles percebem que a equipe evacuou em um dos módulos Soyuz e que o paraquedas do outro foi acidentalmente ativado, tornando-o inútil para um retorno à Terra. Contudo, Matt afirma que o módulo restante ainda pode ser utilizado para viajar para a Estação Espacial Chinesa Tiangong, onde provavelmente haverá módulos disponíveis para evacuação.
Quando tentam chegar à EEI, o combustível de propulsão de Matt acaba e ambos ficam à deriva. Ryan consegue entrelaçar suas pernas nas cordas do paraquedas da Soyuz, e Matt fica preso a ela por um cabo. Percebendo que as cordas não aguentarão ele e Ryan, Matt decide se soltar dela, ficando à deriva. Enquanto se afasta de Ryan, ele repassa algumas instruções e palavras de encorajamento.
Já sem oxigênio e respirando apenas gás carbônico, ela entra na EEI, que em pouco tempo começará a se incendiar. Ela consegue escapar com o Soyuz, mas o módulo fica preso nas cordas do paraquedas. Ela sai para o espaço novamente e remove as cordas, a tempo de escapar da nuvem de detritos, que havia completado a órbita e então destrói a EEI. Ryan alinha seu módulo para Tiangong, mas descobre que ele está sem combustível.
Ela tenta contato por rádio com a estação chinesa, mas acaba interceptando a transmissão de um Inuit da Groelândia. Após ouví-lo cantar para um bebê, ela decide desistir e desliga o suprimento de oxigênio do módulo para cometer um suicídio indolor e se reencontrar com sua filha. Conforme ela começa a perder a consciência, Matt reaparece e entra no módulo. Ele a aconselha a usar os foguetes de pouso para impulsioná-la em direção à Tiangong. Ryan percebe que a volta de Matt foi apenas uma ilusão, mas ela reabre o suprimento de oxigênio e segue as instruções de Matt.
Sem conseguir se atracar a Tiangong, ela se ejeta e usa um extintor de incêndio para se dirigir à estação. Os detritos espaciais também atingiram a Tiangong, que começa a cair em direção à Terra. Ryan consegue entrar na cápsula Shenzhou enquanto a Tiangong começa a ser destruída nas camadas mais superiores da atmosfera. Quando a cápsula reentra na Terra, Ryan ouve o Controle da Missão rastreando sua cápsula, que aterriza em um lago. Ela deixa a nave e chega à terra firme, onde caminha com dificuldade e aguarda seu resgate.

## Elenco
- Sandra Bullock como Dra. Ryan Stone: Uma engenheira médica e especialista de missão em sua primeira missão no espaço.
- George Clooney como Tenente Matt Kowalski: O comandante da equipe, Kowalski é um veterano astronauta planejando se aposentar após a expedição Explorer. Ele gosta de contar histórias sobre si mesmo e brincando com seus companheiros de equipe, mas também está determinado a proteger as vidas de seus colegas astronautas.
- Ed Harris como Controle da Missão em Houston, Texas.
- Orto Ignatiussen como Aningaaq: Um Inuíte da Groelândia e pescador que intercepta uma das transmissões de Stone.
- Paul Sharma como Shariff Dasari: Engenheiro de voo a bordo do Explorer. Shariff tem uma esposa e filho e mantém uma foto de família em seu terno. Ele é morto por detritos.
- Amy Warren como capitã da Explorer.
- Basher Savage como capitão da Estação Espacial Internacional.

## Produção
Cuarón escreveu o roteiro com seu filho Jonás e tentou desenvolver o projeto na Universal Pictures durante anos. Depois que os direitos foram vendidos para a Warner Bros. em 2010, e o estúdio abordou várias atrizes antes da escolha de Bullock no papel principal feminino que em fevereiro de 2010 atraiu a atenção de Angelina Jolie, que havia rejeitado uma sequência de Wanted. No final do mês, ela recusou o projeto, em parte porque o estúdio não queria pagar 20 milhões de dólares por seu trabalho, que ela recebeu por seus últimos dois filmes, 19 milhões de dólares para The Tourist e mais de 20 milhões para Salt, e porque ela queria trabalhar em dirigir seu filme sobre a guerra da Bósnia, In the Land of Blood and Honey. As demais atrizes sondadas para o papel de protagonista foram Marion Cotillard, Abbie Cornish, Carey Mulligan, Sienna Miller, Rachel Weisz, Naomi Watts, Scarlett Johansson, Blake Lively, Rebecca Hall, Olivia Wilde ou Natalie Portman por sua atuação em Black Swan, mas não aceitou o projeto por conflitos de agenda. Robert Downey, Jr. foi contratado para interpretar o personagem masculino, mas teve que abandonar o projeto devido a conflitos de agenda. Em dezembro de 2010, George Clooney foi contratado para substituir Downey Jr.
O filme começou a ser filmado em 3 de maio de 2011, em vários locais dos Estados Unidos, como Atlanta e Los Angeles, bem como em Londres no Reino Unido e Sydney na Austrália. Tem um orçamento estimado de 80 milhões e será filmado em formato digital, antes de ser transferido para o formato 3D no processo de pós-produção. Warner Bros atrasou a estreia do filme de 21 de novembro de 2012 para 4 de outubro de 2013. O cartaz foi apresentado em 8 de maio de 2013, enquanto que o trailer foi apresentado no dia seguinte, em 9 de maio de 2013.

## Recepção

### Bilheteria
Gravity arrecadou US$ 274,1 milhões na América do Norte e US$ 442,3 milhões em outros países, totalizando cerca de US$ 716,4 milhões em todo o mundo.

## Críticas
O filme foi elogiado pelo cineasta James Cameron, que disse: "Eu acho que é a melhor fotografia do espaço já realizada, eu acho que é o melhor filme já feito sobre o espaço, e é um filme que esperava ansiosamente para ver há muito tempo".
O astronauta brasileiro Marcos Pontes, em entrevista ao UOL, disse que o acidente mostrado onde um satélite destruído atinge os astronautas poderia acontecer na vida real, mas que os procedimentos a serem tomados seriam diferentes e apontou o filme Apollo 13 como mais preciso.
Após ganhar 7 Oscars dia 2 março de 2014 o diretor Alfonso Cuarón foi parabenizado pelos astronautas que estão abordo da ISS durante a Expedição 38 em um vídeo publicado pela Nasa. Em um texto que acompanha o vídeo a Nasa fez questão de ressaltar que o ocorre no filme,apesar de ser ficção,não encontra eco na realidade: "A Nasa trabalha ativamente para proteger seus astronautas e espaçonaves dos perigos retratados pelo filme".

## Aningaaq
Aningaaq é um curta-metragem derivado de Gravidade que foi disponibilizado na internet. Foi escrito e dirigido por Jonás Cuarón (que escreveu Gravidade ao lado do pai, Alfonso) e idealizado como um extra da edição em Blu-ray, mas agradou tanto a Warner Home Video que foi submetido como pré-candidato ao Oscar de Melhor Curta-Metragem de Ficção. O curta mostra o outro lado de uma conversa por rádio da Dra. Ryan Stone.

## Prêmios e indicações
| Prêmio             | Categoria                 | Recipiente                                                                   | Resultado |
| ------------------ | ------------------------- | ---------------------------------------------------------------------------- | --------- |
| Oscar 2014         | Melhor filme              | Alfonso Cuarón, David Heyman                                                 | Indicado  |
| Oscar 2014         | Melhor diretor            | Alfonso Cuarón                                                               | Venceu    |
| Oscar 2014         | Melhor atriz              | Sandra Bullock                                                               | Indicado  |
| Oscar 2014         | Melhor trilha sonora      | Steven Price                                                                 | Venceu    |
| Oscar 2014         | Melhor edição de som      | Glenn Freemantle                                                             | Venceu    |
| Oscar 2014         | Melhor mixagem de som     | Skip Lievsay, Christopher Benstead, Niv Adiri, Chris Munro                   | Venceu    |
| Oscar 2014         | Melhor design de produção | Andy Nicholson, Rosie Goodwin, Joanne Woollard                               | Indicado  |
| Oscar 2014         | Melhor fotografia         | Emmanuel Lubezki                                                             | Venceu    |
| Oscar 2014         | Melhor edição             | Alfonso Cuarón, Mark Sanger                                                  | Venceu    |
| Oscar 2014         | Melhores efeitos visuais  | Tim Webber, Chris Lawrence, Dave Shirk, Neil Corbould                        | Venceu    |
| BAFTA 2013         | Melhor filme              | Alfonso Cuarón, David Heyman                                                 | Indicado  |
| BAFTA 2013         | Melhor diretor            | Alfonso Cuarón                                                               | Venceu    |
| BAFTA 2013         | Melhor atriz              | Sandra Bullock                                                               | Indicado  |
| BAFTA 2013         | Melhor roteiro original   | Alfonso Cuarón, Rodrigo García, Jonás Cuarón                                 | Indicado  |
| BAFTA 2013         | Melhor cinematografia     | Emmanuel Lubezki                                                             | Venceu    |
| BAFTA 2013         | Melhor filme britânico    | Alfonso Cuarón, David Heyman                                                 | Venceu    |
| BAFTA 2013         | Melhor banda sonora       | Steven Price                                                                 | Venceu    |
| BAFTA 2013         | Melhor som                | Glenn Freemantle, Skip Lievsay, Christopher Benstead, Niv Adiri, Chris Munro | Venceu    |
| BAFTA 2013         | Melhor direção de arte    | Andy Nicholson, Rosie Goodwin, Joanne Woollard                               | Indicado  |
| BAFTA 2013         | Melhores efeitos visuais  | Tim Webber, Chris Lawrence, David Shirk, Neil Corbould, Nikki Penny          | Venceu    |
| BAFTA 2013         | Melhor montagem           | Alfonso Cuarón, Mark Sanger                                                  | Indicado  |
| Globo de Ouro 2014 | Melhor filme - drama      | Alfonso Cuarón, David Heyman                                                 | Indicado  |
| Globo de Ouro 2014 | Melhor direção            | Alfonso Cuarón                                                               | Venceu    |
| Globo de Ouro 2014 | Melhor atriz - drama      | Sandra Bullock                                                               | Indicado  |
| Globo de Ouro 2014 | Melhor trilha sonora      | Steven Price                                                                 | Indicado  |